# S̄oqīyeh
S̄oqīyeh (persiska: ثقیه) är en ort i Iran.   Den ligger i provinsen Khorasan, i den nordöstra delen av landet, 600 km öster om huvudstaden Teheran. S̄oqīyeh ligger 1 052 meter över havet och antalet invånare är 128.
Terrängen runt S̄oqīyeh är lite kuperad, och sluttar norrut. Runt S̄oqīyeh är det ganska glesbefolkat, med 29 invånare per kvadratkilometer. Närmaste större samhälle är Barāzq, 10,8 km sydväst om S̄oqīyeh. Trakten runt S̄oqīyeh är ofruktbar med lite eller ingen växtlighet.